# 国際連合安全保障理事会決議140
国際連合安全保障理事会決議140（こくさいれんごうあんぜんほしょうりじかいけつぎ140、英: United Nations Security Council Resolution 140, UNSCR140）は、1960年6月29日に国際連合安全保障理事会にて全会一致で採択された決議。マダガスカル共和国（当時マダガスカル第一共和政）の国連加盟申請を検討し、同国の加盟承認を総会に勧告した。